# 77

77(칠십칠)은 76보다 크고 78보다 작은 자연수다.

## 수학
- 합성수로, 그 약수는 1, 7, 11, 77이다. 진약수의 합은 19이므로, 77은 부족수다.
  - 26번째 반소수다. 앞의 반소수는 74, 다음 반소수는 82이다.
- {\displaystyle 77=2+3+5+7+11+13+17+19}
  - 처음 8개의 소수(素數)의 합으로, 연속하는 소수 8개의 합으로 나타낼 수 있는 가장 작은 수다. 이 성질을 지닌 다음 수는 98이다.
- {\displaystyle 77=7\times 11}
  - 연속하는 두 소수(素數)의 곱으로 나타낼 수 있으며, 이 성질을 지닌 앞의 수는 35, 다음 수는 143이다.
- {\displaystyle 77=4^{2}+5^{2}+6^{2}}
  - 연속하는 세 자연수의 제곱합으로 나타낼 수 있으며, 이 성질을 지닌 앞의 수는 50, 다음 수는 110이다.

## 과학
- 이리듐(Ir)의 원자번호.
- NGC 77: 고래자리 방향에 있는 렌즈형은하.

## 교통
- 고속도로
  - 주간고속도로 제77호선: 사우스캐롤라이나주 컬럼비아에서 오하이오주 클리블랜드까지 이어지는 미국의 주간고속도로.
  - 유럽 고속도로 77호선(영어판): 러시아 프스코프에서 헝가리 부다페스트까지 이어지는 유럽 고속도로.
  - 오토루트 77호선(프랑스어판): 프랑스의 고속도로.
- 국도 제77호선
  - 대한민국 77번 국도: 부산광역시 중구 동광동1가에서 경기도 파주시 문산읍까지 이어지는 대한민국의 일반 국도.
  - 아이슬란드 77번 국도
  - 인도 77번 국도
- 기타 도로
  - 현도 제77호선

## 문화유산
- 대한민국의 국보 제77호: 의성 탑리리 오층석탑
- 대한민국의 보물 제77호: 춘천 칠층석탑

## 방송
- 스카이라이프의 중화TV 채널 번호.
- 지니 TV의 HQ플러스 채널 번호.
- B tv의 엠플렉스 채널 번호.
- U+ TV의 코미디TV 채널 번호.
- LG헬로비전의 JTBC4 채널 번호.
- KT HCN의 리얼TV 채널 번호.

## 기타
- 연도: 77년, 기원전 77년
- 〈로보 77〉: 아미고 스필레(영어판, 독일어판)에서 제작한 보드 게임.
- 한국어의 어휘로 칠칠맞지 못하다는 표현이 있다.
- 체르니 100번 연습곡에서 가장 긴 곡은 77번 곡이다.